# Gediminas Gelgotas
Gediminas Gelgotas (* 12. Juni 1986 in Vilnius) ist ein litauischer Komponist und Dirigent.

## Leben
Gelgotas stammt aus einer Musikerfamilie. Seine Mutter leitet drei Chöre an der Universität Vilnius, sein Vater ist Teil des LNSO und unterrichtet an der Musik- und Theaterakademie Litauens. Auch seine Schwester und sein Bruder sind Musiker.
1993 beginnt Gelgotas seine musikalische Ausbildung an der M. K. Čiurlionis-Kunstschule mit dem Hauptfach Klavier. Ebenso lernte er Trompete und Komposition in einer Klasse von Nailia Galiamova. 2004 besuchte er Meisterkurse bei Trompeter Leif Bengson und Pianistin Prof. Mūza Rubackytė. Von 2005 bis 2011 absolvierte er das Studium an der Musik- und Theaterakademie Litauens bei Gintaras Rinkevičius.
Schon während der Schulzeit nahm Gelgotas erfolgreich an verschiedenen Wettbewerben, Festivals und anderen musikalischen Projekten teil.
2003 spielte er als Solist in der Nationalphilharmonie Litauens, 2004 debütierte er als Komponist und Dirigent eines Chors der Universität Vilnius. An der Hochschule für Musik und Theater Hamburg studierte er bei dem Komponisten Peter Michael Hamel, sowie Komposition bei Vytautas Barkauskas  und Dirigieren bei Gintaras Rinkevičius an der LMTA.
Gelgotas ist Gründer und Leiter des „New Ideas Chamber Orchestra“ (NI&Co), welches seine Kompositionen und performativen Ideen umsetzt.
Mit NICO spielte Gelgotas unter anderem in Riga, Sankt Petersburg, Moskau, London, Essen, Duisburg, Kassel und anderen Städten und gewann verschiedene Preise. 2010 hat Gelgotas einen Vertrag mit Peermusic Germany unterschrieben.

## Arbeiten (Auswahl)
- Piece for two flutes Anonymous Calls (December 2003)
- Piece for trumpet & piano Three Quarters (April 2004)
- Piece for mixed choir Sodauto (January 2005)
- String Quartet with oboe. Allegro - Largo - Presto - Andante (November 2005)
- The song for soprano & piano Letters of the Night (November 2005)
- Piano trio (for violin, violoncello & piano) (April 2006)
- Piece for string orchestra Ex Uno (January 2007)
- Piece for two solo violins, solo viola, voice and string orchestra Musicality of Life (September 2007)
- The song for voice & piano or for voice solo To the Skies (January 2008)
- Piece for five strings (4 violins and cello), voice and female choir Am I Exist (March 2008)
- Septet for string Quartet, flute, oboe and clarinet (May 2008)
- Piece for eight strings (5 vln, 2 vla, vc) and voice Body Language (August 2008)
- Piece for voice solo (violin solo, cello solo, viola solo, trumpet solo, flute solo) To The Skies (January 2008)
- Piece for eight strings An End Is A Beginning (May 2009)
- Piece for six (or seven) strings Echoes For A Thousand Years (October 2009)
- Piece for seven strings What’s Unrobotizable (April 2010)
- Piece for six strings, or for symphony orchestra X 21,3 (December 2010)
- Konzert Nr. 1 für Violine und Orchester (2018)[1]